# Oeste Catarinense
Oeste Catarinense è una mesoregione dello Stato di Santa Catarina in Brasile.

## Geografia fisica
Esso è formato dall'unione di 98 comuni raggruppati in cinque microregioni ed è, come dice il nome, la più occidentale delle mesoregioni di Santa Catarina.
Confina con le mesoregione di Norte Catarinense (nord-est) e Serrana (sud-est), con gli stati di Paraná (a nord) e Rio Grande do Sul (a sud) e con l'Argentina (a ovest).
La città principale di Oeste Catarinense è Chapecó.

## Microregioni
È suddivisa in 5 microregioni:
- Chapecó
- Concórdia
- Joaçaba
- São Miguel do Oeste
- Xanxerê